# Gasparazzo (fumetto)
Gasparazzo è il protagonista dell'omonima striscia a fumetti ideata da Roberto Zamarin e pubblicata nel 1972 sul giornale del movimento di Lotta Continua.

## Personaggio
Incarna il rappresentante della protesta operaia contrario alle condizioni di lavoro nelle fabbriche. Deve il nome a Calogero Gasparazzo, uno dei minatori protagonisti nel 1860 dei fatti di Bronte, repressi dai garibaldini della spedizione dei Mille. La pubblicazione cessa con la morte dell'autore, avvenuta per un incidente stradale lo stesso anno della prima pubblicazione.
Gasparazzo è stata «una figura originale, nuova nel mondo della satira italiana» ha scritto Adolfo Chiesa, «un prodotto diretto della contestazione del '68, come quelli di Ca Balà, quelli dell'Arcibraccio».
A questo personaggio è dedicato il nome del gruppo musicale Gasparazzo.